# Valencianas de Juncos 2013
Questa voce raccoglie le informazioni riguardanti le Valencianas de Juncos nella stagione 2013.

## Stagione
La stagione 2013 è la nona per le Valencianas de Juncos in LVSF. La squadra viene affidata a Carlos Rodríguez e rivoluzionata in sede di mercato. Ad inizio stagione sono nove i volti nuovi in squadra, a fronte delle dodici partenze. Tra le nuove arrivate il terzetto di straniere composto da Shirley Florián, Rachael Kidder e Roslandy Acosta, oltre alle portoricane Yeimily Mojica, Laurie González e Hecters Rivera. In uscita spiccano le tre straniere Blair Brown, Kelly Fidero ed Erin Moore, oltre che la naturalizzata Kim Willoughby e le portoricane Millianett Mojica, Michelle Cardona, Gloriana García, Dolly Meléndez e Shirley Ferrer.
Il campionato inizia subito in salita per le Valencianas, che escono sconfitte in entrambe le fare disputate nel mese di gennaio. A febbraio arriva invece il primo successo, raccolto ai danni delle Vaqueras de Bayamón, per poi ripetersi due gare dopo contro le Pinkin de Corozal: arrivano anche due vittorie esterne sulle Orientales de Humacao e sulle Leonas de Ponce, che fanno registrare quattro vittorie a fronte di cinque sconfitte al termine del mese; la franchigia svincola inoltre Shirley Florián ed Elimari Escalante, sostituendole con le pari ruolo Sandra Adeleye e Kelie Nicholson. Nei restanti incontri di regular season arrivano solo sconfitte e a nulla servono le rivoluzioni operate in squadra nel mese di marzo: Sandra Adeleye viene sostituita da Amanda Dowdy, che viene in meno di un mese sostituita a sua volta da Tara Mueller, mentre uno scambio di palleggiatrici con le Vaqueras de Bayamón porta Joan Santos alle Valencianas in cambio di Yeimily Mojica. La franchigia termina così la stagione all'ultimo posto in classifica.

## Organigramma societario
Area direttiva
- Presidente: Ernesto Camacho

Area tecnica
- Allenatore: Carlos Rodríguez

## Rosa
| N° | Nome              | Ruolo | Data di nascita   | Nazionalità sportiva |
| -- | ----------------- | ----- | ----------------- | -------------------- |
| 1  | Shirley Florián   | C     | 27 luglio 1991    | Venezuela            |
| 1  | Sandra Adeleye    | C     | 15 novembre 1991  | Stati Uniti          |
| 1  | Amanda Dowdy      | S     | 5 maggio 1990     | Stati Uniti          |
| 1  | Tara Mueller      | S     | 31 luglio 1989    | Stati Uniti          |
| 2  | Ashley Aponte     | S     | 1º febbraio 1991  | Porto Rico           |
| 3  | Yeimily Mojica    | P     | 28 marzo 1990     | Porto Rico           |
| 3  | Joan Santos       | P     | 31 maggio 1991    | Porto Rico           |
| 4  | Elimari Escalante | P     | 25 marzo 1989     | Porto Rico           |
| 4  | Kelie Nicholson   | P     | -                 | Porto Rico           |
| 6  | Guadalupe Bou     | S     | -                 | Porto Rico           |
| 7  | Laurie González   | L     | 8 maggio 1989     | Porto Rico           |
| 8  | Hecters Rivera    | C     | 8 agosto 1991     | Porto Rico           |
| 9  | Sheila Ocasio     | C     | 7 novembre 1982   | Porto Rico           |
| 10 | Joedly Narváez    | S/O   | 18 ottobre 1991   | Porto Rico           |
| 11 | Rachael Kidder    | S     | 14 agosto 1991    | Stati Uniti          |
| 12 | Tanisha Peña      | S/O   | 30 settembre 1994 | Porto Rico           |
| 13 | Shirley Ferrer    | S/O   | 23 giugno 1991    | Porto Rico           |
| 17 | Roslandy Acosta   | S     | 25 febbraio 1992  | Venezuela            |

## Mercato
| Acquisti | Acquisti          | Acquisti                | Acquisti   |
| R.       | Nome              | da                      | Modalità   |
| -------- | ----------------- | ----------------------- | ---------- |
| C        | Shirley Florián   | ?                       | definitivo |
| S        | Ashley Aponte     | Criollas de Caguas      | definitivo |
| P        | Yeimily Mojica    | Gigantes de Carolina    | definitivo |
| P        | Elimari Escalante | Coquiball               | definitivo |
| L        | Laurie González   | Inattiva                | definitivo |
| C        | Hecters Rivera    | Volisur Volleyball Club | definitivo |
| S/O      | Joedly Narváez    | Gigantes de Carolina    | definitivo |
| S        | Rachael Kidder    | UC Los Angeles          | definitivo |
| S        | Roslandy Acosta   | Arkansas                | definitivo |
| C        | Sandra Adeleye    | Clemson                 | definitivo |
| P        | Kelie Nicholson   | ?                       | definitivo |
| S        | Amanda Dowdy      | Gigantes de Carolina    | definitivo |
| S        | Tara Mueller      | Düdingen                | definitivo |
| P        | Joan Santos       | Vaqueras de Bayamón     | definitivo |

| Cessioni | Cessioni          | Cessioni              | Cessioni   |
| R.       | Nome              | a                     | Modalità   |
| -------- | ----------------- | --------------------- | ---------- |
| S/O      | Millianett Mojica | Mets de Guaynabo      | definitivo |
| P        | Michelle Cardona  | -                     | ritirata   |
| S        | Kim Willoughby    | Pinkin de Corozal     | definitivo |
| S/O      | Blair Brown       | Bergamo               | definitivo |
| C        | Ivonessa García   | -                     | ritirata   |
| C        | Gloriana García   | -                     | ritirata   |
| P        | Dolly Meléndez    | Orientales de Humacao | definitivo |
| L        | Shenyse Torres    | -                     | ritirata   |
| P        | Joshyel Monje     | -                     | ritirata   |
| S/O      | Shirley Ferrer    | Orientales de Humacao | definitivo |
| S        | Kelly Fidero      | -                     | ritirata   |
| S        | Erin Moore        | Indias de Mayagüez    | definitivo |
| C        | Shirley Florián   | ?                     | definitivo |
| P        | Elimari Escalante | -                     | ritirata   |
| C        | Sandra Adeleye    | -                     | ritirata   |
| S        | Amanda Dowdy      | -                     | ritirata   |
| P        | Yeimily Mojica    | Vaqueras de Bayamón   | definitivo |

## Risultati

### LVSF

#### Regular season
| 25 gennaio 2013 Coliseo Rafael Amalbert, Juncos            | Valencianas de Juncos | 1 - 3 | Gigantes de Carolina  | 24-26, 18-25, 26-24, 18-25        |
| 29 gennaio 2013 Palacio de Recreación y Deportes, Mayagüez | Indias de Mayagüez    | 3 - 0 | Valencianas de Juncos | 25-23, 25-10, 25-19               |
| 1 febbraio 2013 Coliseo Rafael Amalbert, Juncos            | Valencianas de Juncos | 3 - 2 | Vaqueras de Bayamón   | 25-21, 25-13, 25-15, 18-25, 15-13 |
| 3 febbraio 2013 Coliseo Héctor Solá Bezares, Caguas        | Criollas de Caguas    | 3 - 1 | Valencianas de Juncos | 25-12, 25-15, 20-25, 25-22        |
| 7 febbraio 2013 Coliseo Rafael Amalbert, Juncos            | Valencianas de Juncos | 3 - 0 | Pinkin de Corozal     | 25-14, 27-25, 25-22               |
| 10 febbraio 2013 Coliseo Municipal Maunabo, Maunabo        | Valencianas de Juncos | 1 - 3 | Leonas de Ponce       | 23-25, 18-25, 25-18, 19-25        |
| 13 febbraio 2013 Coliseo Rafael Amalbert, Juncos           | Valencianas de Juncos | 1 - 3 | Mets de Guaynabo      | 23-25, 25-23, 21-25, 17-25        |
| 15 febbraio 2013 Complejo Deportivo Emilio Huyke, Humacao  | Orientales de Humacao | 1 - 3 | Valencianas de Juncos | 26-28, 25-23, 21-25, 21-25        |
| 19 febbraio 2013 Coliseo Rafael Amalbert, Juncos           | Valencianas de Juncos | 0 - 3 | Lancheras de Cataño   | 23-25, 21-25, 13-25               |
| 21 febbraio 2013 Coliseo Carmen Zoraida Figueroa, Corozal  | Pinkin de Corozal     | 3 - 0 | Valencianas de Juncos | 25-8, 25-20, 25-17                |
| 28 febbraio 2013 Coliseo Salvador Dijols, Ponce            | Leonas de Ponce       | 2 - 3 | Valencianas de Juncos | 30-28, 27-25, 18-25, 23-25, 15-17 |
| 5 marzo 2013 Coliseo Guillermo Angulo, Carolina            | Gigantes de Carolina  | 3 - 1 | Valencianas de Juncos | 25-10, 23-25, 25-22, 25-23        |
| 8 marzo 2013 Coliseo Rafael Amalbert, Juncos               | Valencianas de Juncos | 2 - 3 | Indias de Mayagüez    | 23-25, 26-24, 25-22, 18-25, 15-17 |
| 10 marzo 2013 Coliseo Rubén Rodríguez, Bayamón             | Vaqueras de Bayamón   | 3 - 0 | Valencianas de Juncos | 25-13, 25-22, 25-20               |
| 14 marzo 2013 Coliseo Rafael Amalbert, Juncos              | Valencianas de Juncos | 1 - 3 | Criollas de Caguas    | 25-21, 23-25, 20-25, 12-25        |
| 17 marzo 2013 Coliseo Rafael Amalbert, Juncos              | Valencianas de Juncos | 0 - 3 | Orientales de Humacao | 16-25, 18-25, 21-25               |
| 19 marzo 2013 Coliseo Mario Morales, Guaynabo              | Mets de Guaynabo      | 3 - 1 | Valencianas de Juncos | 25-23, 22-25, 25-16, 25-19        |
| 22 marzo 2013 Coliseo Cosme Beitia Sálamo, Cataño          | Lancheras de Cataño   | 3 - 2 | Valencianas de Juncos | 25-20, 23-25, 25-18, 21-25, 21-19 |
| 24 marzo 2013 Coliseo Rafael Amalbert, Juncos              | Valencianas de Juncos | 1 - 3 | Criollas de Caguas    | 25-18, 22-25, 24-26, 21-25        |
| 28 marzo 2013 Palacio de Recreación y Deportes, Mayagüez   | Indias de Mayagüez    | 3 - 0 | Valencianas de Juncos | 25-16, 25-18, 25-19               |
| 30 marzo 2013 Coliseo Salvador Dijols, Ponce               | Leonas de Ponce       | 3 - 1 | Valencianas de Juncos | 25-17, 26-24, 21-25, 25-13        |
| 2 aprile 2013 Coliseo Rafael Amalbert, Juncos              | Valencianas de Juncos | 1 - 3 | Orientales de Humacao | 21-25, 16-25, 25-23, 19-25        |

## Statistiche

### Statistiche di squadra
| Competizione | Punti | In casa | In casa | In casa | In trasferta | In trasferta | In trasferta | Totale | Totale | Totale |
| Competizione | Punti | G       | V       | P       | G            | V            | P            | G      | V      | P      |
| ------------ | ----- | ------- | ------- | ------- | ------------ | ------------ | ------------ | ------ | ------ | ------ |
| LVSF         | 26    | 11      | 2       | 9       | 11           | 2            | 9            | 22     | 4      | 18     |
| Totale       | -     | 11      | 2       | 9       | 11           | 2            | 9            | 22     | 4      | 18     |

G = partite giocate; V = partite vinte; P = partite perse